# NZZ Österreich
NZZ Österreich (kurz NZZ.at) war ein österreichisches Digitalmedium, das redaktionelle Nachrichteninhalte angeboten hat. Das Portal entstand im Jänner 2015 als Projekt der Schweizer NZZ-Mediengruppe, deren bekanntestes Produkt, die Neue Zürcher Zeitung (NZZ), dem österreichischen Ableger den Namen gab. Mit 30. April 2017 wurde NZZ Österreich eingestellt.
Die redaktionelle Linie von NZZ Österreich war liberal. Seinen Redaktionssitz hatte das Digitalmedium in der Bräunerstraße im 1. Wiener Gemeindebezirk Innere Stadt.

## Konzeption
Von Anfang an war es Ziel des Projekts NZZ.at, ein Online-Medium zu schaffen, das sich durch eine Abonnement-Pflicht, also eine sogenannte „Bezahlschranke“, von anderen österreichischen Medienangeboten abgrenzen sollte. Dies führt unter anderem dazu, dass pro Tag jeweils nur ein (nicht politischer oder staatlicher) Werbekunde Anzeigen auf NZZ.at schalten darf. Dadurch soll nach Angaben von NZZ Österreich die journalistische Unabhängigkeit gewahrt werden. Ein weiterer wesentlicher Aspekt ist, dass im Gegensatz zu anderen Online-Angeboten österreichischer Medienhäuser die Artikel auf NZZ.at ausschließlich online abrufbar sind und keine crossmediale Verflechtung der Online-Redaktion mit einer Print-Redaktion stattfindet.

## Geschichte
Anfang des Jahres 2014 kündigte der damalige NZZ-Chefredaktor Markus Spillmann ein „Angebot eines liberalen Qualitätsjournalismus“ für den österreichischen Medienmarkt an. Daran war der Geschäftsführer der Schweizer NZZ-Mediengruppe, der Österreicher Veit Dengler, maßgeblich beteiligt. Bereits im März 2014 engagierte die NZZ-Mediengruppe für die Umsetzung dieses Projekts den bekannten österreichischen Journalisten und vormaligen Chefredakteur der Tageszeitung Die Presse, Michael Fleischhacker sowie den PR-Experten Rudolf Fußi. Diese wiederum erweiterten ihr Team im Mai 2014 unter anderem um drei junge Journalisten des Onlinemagazins Paroli.
Nachdem das bisherige NZZ-Österreich-Team bis dahin vornehmlich mit der Erstellung einer Projektstudie beschäftigt war, gab die NZZ-Mediengruppe schließlich am 27. August 2014 die Freigabe für die Schaffung des ersten reinen digitalen Bezahlangebots in Österreich. Am gleichen Tag startete NZZ Österreich mit einem sogenannten Werkstatt-Blog, auf dem das Entwicklerteam die Öffentlichkeit über den Fortschritt der Arbeiten an dem neuen Produkt informierte.
Ab November 2014 startete NZZ Österreich eine geschlossene Betaphase, in der eingeladene Testleser erstmals Zugriff auf die Online-Plattform bekamen. Am 21. Jänner 2015 schließlich ging die offizielle Website von NZZ Österreich für alle Abonnenten online. Am 19. Oktober 2015, knapp neun Monate nach dem Release, wurde der Internetauftritt von NZZ.at im Rahmen eines ersten umfangreichen Neu-Designs gerelauncht.
Mitte März 2016 teilte die Geschäftsführung der Neuen Zürcher Zeitung mit, dass NZZ.at ab Sommer 2016 technisch und personell restrukturiert werde. So wurde die Übersiedlung der technischen Infrastruktur und von Teilen der Arbeitsprozesse in das Zürcher Mutterhaus angekündigt. Damit verbunden werde es zum Abbau von neun Arbeitsplätzen, davon vier Redakteuren, in Wien kommen. Die internationale Berichterstattung im Online-Medium NZZ.at wurde in der Folge vom Schweizer Mutterkonzern übernommen. Ende Oktober 2016 schied Michael Fleischhacker als Chefredakteur von NZZ.at aus. Neuer Chefredakteur wurde Lukas Sustala mit 1. November 2016. Am 16. November 2016 erfolgte die angekündigte technische Migration in den Webauftritt des Schweizer Mutterkonzerns. Gleichzeitig wurde der Preis für das Monatsabonnement von 14 auf 9 Euro gesenkt.
Am 19. April 2017 gaben Veit Dengler, der CEO der NZZ-Mediengruppe, und NZZ.at-Chefredakteur Lukas Sustala bekannt, dass das Onlineangebot von NZZ Österreich mit Ende April eingestellt werde. Sustala begründete dies in einem E-Mail an alle Abonnenten damit, dass NZZ.at „seine Ziele im Markt nicht erreicht“ habe.

## Inhalt
Grundsätzlich untergliederte sich die Online-Plattform von NZZ.at zu Beginn in drei große Bereiche: Nachrichten, Phänomene und Club. Im klassischen Nachrichten-Bereich wurden fast ausschließlich Kurzmeldungen angeboten. Die Redaktion von NZZ Österreich fungierte dabei als Mantelredaktion, die sich hauptsächlich der Erstellung von ausführlicheren Reportagen und Hintergrundberichten im Bereich Phänomene widmet, während die tages- und minutenaktuellen Nachrichten vom Startup-Unternehmen updatemi zugeliefert wurden. Diese Kurzmeldungen wurden als News-Feed dargestellt und regelmäßig aktualisiert. Daneben wurde im Nachrichten-Bereich jeweils vormittags, mittags und abends eine kompakte Zusammenfassung des Nachrichtengeschehens des Tages angeboten.
Die journalistische Kernkompetenz des Projekts NZZ Österreich ließ sich im Bereich Phänomene finden. Hier wurden einzelne Themengebiete, die zeitgemäße Bedeutung hatten, herausgegriffen und tiefergehend von den zu Beginn etwa 15 festangestellten Journalisten von NZZ Österreich behandelt. Neben ausführlichen Reportagen und Hintergrundberichten fanden sich auch Videos und Fact-Cards, mit denen eine leicht verständliche Einführung in die Themen gegeben werden sollte. Zu den meisten dieser Beiträge konnten die Abonnenten jederzeit Kommentare abgeben.
Der dritte Bereich, den NZZ Österreich den „Club“ nannte, war der Kommentarbereich des Mediums. In diesem Bereich wurden sowohl Gastautoren eingeladen, ihre Kommentare zu veröffentlichen, als auch Kommentare der eigenen Journalisten eingestellt. Auch Abonnenten von NZZ.at konnten in diesem Bereich ohne vorherige Einladung Gastkommentare veröffentlichen, die jenen der Journalisten gleichrangig angezeigt wurden. Neben dieser Online-Schiene erstreckte sich der NZZ.at-Club aber auch auf den Offline-Bereich. Wöchentlich fand Montagabends in den Redaktionsräumlichkeiten von NZZ Österreich der NZZ-Clubabend statt, zu dem in einer Art Podiumsdiskussion jede Woche andere Gäste eingeladen wurden.
Waren bis zum Relaunch am 20. Oktober 2015 diese drei Bereiche von NZZ.at strikt voneinander getrennt, so wurden sie im Rahmen der Umgestaltung wesentlich miteinander verwoben. Insbesondere die neue Startseite diente dabei als Ankerpunkt, um die Beiträge in allen drei Bereichen zu finden. Der „Club“ wurde als eigenständiger Bereich völlig aufgelöst und seine Beiträge in die passenden „Phänomene“ Wien, Republik, Europa, Geld und Geist überführt. Gastautoren und Abonnenten konnten auch weiterhin eigene „Club“-Beiträge verfassen, diese wurden aber standardmäßig einem „Phänomen“ zugeteilt. Nach der Umstrukturierung der Website und der Integrierung der NZZ.at-Inhalte in die Oberfläche von NZZ.ch im März 2016 verschwanden auch die letzten Reste der ursprünglichen, dreigeteilten Inhaltsaufbereitung von NZZ Österreich.

## Auszeichnungen
- 2015: Journalist des Jahres – Sonderpreis Qualität in der Nische für die Redaktion von NZZ.at[15]